# Comités de Resistencia Popular
Los Comités de Resistencia Popular (CRP) son una coalición de numerosas organizaciones palestinas y que opera principalmente en la Franja de Gaza, siendo considerado como organización terrorista por Israel y Estados Unidos.
EL PRC es especialmente activa en la Franja de Gaza, a través de su ala militar, las Brigadas Al-Nasser Salah Al-Din. El PRC ha planificado y ejecutado una serie de operaciones variadas, pero se especializa en colocar bombas al borde de las carreteras y cargas explosivas en vehículos, dirigidas contra convoyes militares y civiles.
Formados a finales de 2000 por el exmiembro de Fatah y Tanzim Jamal Abu Samhadana, los comités de Resistencia Popular están compuestos principalmente por excombatientes de Fatah y miembros de las Brigadas de los Mártires de Al-Aqsa y está que según Israel está inspirado y financiado por Hezbolá. El actual líder del PRC es Ayman al-Shashniya.
Se cree que el PRC es la tercera facción más fuerte activa en la Franja de Gaza, después de Hamás y la Jihad Islámica.

## Historia
Los Comités de resistencia popular (PRC, en árabe: لجان المقاومة الشعبية) fue formadO a finales de 2000 por el exmiembro de Fatah y Tanzim, Jamal Abu Samhadana, y está compuesta principalmente por excombatientes de Fatah y miembros de las Brigadas de los Mártires de Al-Aqsa. Los Comités de resistencia popular (RPC) nacieron en el seno de la resistencia palestina Segunda Intifada en Gaza, por parte de los miembros de Al-Fatah, que se opusieron a la Autoridad Nacional Palestina (ANP) y a sus políticas de colaboración con las fuerzas ocupantes israelíes. Los CPR fueron liderados inicialmente por el ex-dirigente de Fatah Jamal Abu Samhadana, quien más tarde fallecería en combate. 
El 15 de octubre de 2003, un ataque con explosivos destruyeron un convoy diplomático estadounidense en Beit Hanun, matando a tres guardias de seguridad e hiriendo gravemente a un diplomático. El PRC inicialmente se atribuyó la responsabilidad del ataque, pero luego negó haberlo llevado a cabo, diciendo que iba en contra de los intereses palestinos. Estados Unidos exigió que la Autoridad Nacional Palestina encuentre a los responsables y los lleve ante la justicia. Los funcionarios palestinos dijeron que debido a la falta de progreso en la investigación del ataque, Estados Unidos suspendió el apoyo financiero a la Autoridad Palestina y impuso sanciones no oficiales a sus cuentas. Después de una fuerte presión estadounidense, la Autoridad Palestina arrestó a varios miembros del PRC, acusándolos de ser responsables. El PRCa confirmó que los hombres eran miembros del grupo. La Autoridad Palestina juzgó a los cuatro "sospechosos" en un tribunal militar palestino, pero las agencias de inteligencia desestimaron el tribunal como un "juicio simulado" y dijeron que, si bien los sospechosos eran activistas del PRC, no eran los responsables del ataque. Los hombres fueron puestos en libertad en marzo de 2004.
La Brigada de los Mártires de Jenin se formó en marzo de 2003 como parte de la República Popular China. Además de otras actividades, el JMB se atribuyó la responsabilidad del en marzo de 2003 contra un autobús israelí en Haifa. El autobús explotó en pedazos cuando un atacante suicida, sentado en la parte trasera del vehículo, detonó entre 10 y 15 kilogramos de explosivos cargados de metralla que estaban adheridos a su cuerpo. 16 personas murieron en la explosión y otras 30-40 resultaron heridas.
El 17 de julio de 2004, el grupo secuestró al jefe de la Fuerza de Policía Civil Palestina, Ghazi al-Jabali a punta de pistola en una emboscada a su convoy que hirió a dos guardaespaldas. Al-Jabali sólo fue liberado después de que el presidente palestino Yasir Arafat aceptara las exigencias del PRC de que fuera despedido.
El PRC también está involucrada en los túneles de contrabando de Rafah,que se han utilizado para contrabandear armas, explosivos, fugitivos y suministros civiles, etc.
El PRC se atribuyó la responsabilidad del asesinato de Moussa Arafat el 7 de septiembre de 2005.
El 8 de junio de 2006, el líder del, Jamal Abu Samhadana, fue asesinado por fuerzas de las FDI, junto con al menos otros tres miembros del PRC. Como hombre considerado responsable de una serie de ataques, incluido el atentado contra un autobús escolar de niños cerca de Kfar Darom en noviembre de 2000 y de la infiltración en 2003 en un puesto avanzado de las FDI en Rafah que dejó varios soldados muertos, se le consideraba uno de los más buscados. Palestinos en la lista de objetivos de las FDI.
El domingo 25 de junio de 2006, el RPC, junto con Hamás y Ejército del Islam ("el Ejército del Islam"), lanzaron un gran ataque a través de un túnel cerca del puesto avanzado de Kerem Shalom. Ocho combatientes palestinos utilizaron un túnel de casi un kilómetro que habían cavado durante los últimos meses para cruzar la frontera entre Gaza e Israel. El ataque sorpresa terminó con dos soldados israelíes muertos y cuatro heridos y la captura del cabo Gilad Shalit. Dos de los atacantes palestinos murieron mientras que los otros seis regresaron a la Franja de Gaza con Shalit. Shalit fue liberado cinco años después en un intercambio de prisioneros. El mismo día del ataque al túnel, Eliyahu Asheri, un estudiante israelí de 18 años, desapareció cerca de Cisjordania. La República Popular China pronto se atribuyó la responsabilidad del secuestro y asesinato de él. El portavoz del grupo, Abu Abir, también anunció que la República Popular China había formado unidades especiales en Cisjordania cuyo único propósito es secuestrar soldados y colonos, de acuerdo con la continua Operación "Ira de los Caballeros".
El 8 de agosto de 2007, el PRC anunció que formaría un partido político para presentarse a futuras elecciones palestinas. Sin embargo, prometió mantener intacta su brazo armado. En febrero de 2008, el entonces líder del PRC Amir Qarmoot Abu As-Sa'id murió en un ataque aéreo israelí..
El 25 de agosto de 2007, militantes de la PRC y del Frente Democrático para la Liberación de Palestina intentaron entrar en la ciudad fronteriza israelí de Netiv HaAsara desde Gaza. Los militantes utilizaron una escalera para escalar la frontera entre Israel y Gaza, y dos militantes fueron asesinados por las Fuerzas de Defensa de Israel.
El 18 de agosto de 2011, Israel acusó al PRC de cometer los ataques del sur de Israel de 2011 en los que 8 israelíes murieron en disparos y ataques suicidas en dos autobuses y un automóvil cerca de la frontera entre Israel y Egipto al norte de Eilat. En la tarde del mismo día, la Fuerza Aérea de Israel, en colaboración con el Shin Bet, bombardearon las casas de miembros de la República Popular China en Rafah. Entre los muertos, identificados por el grupo, se encuentran su comandante, Kamal al-Nairab e Immad Hammad, jefe de su ala militar Brigadas Al-Nasser Salah Al-Din, y al menos dos miembros principales más del grupo y otro miembro. El PRC respondió a las redadas diciendo que promete una "doble" venganza por el ataque.
El 9 de marzo de 2012, un ataque aéreo israelí en Gaza mató al secretario general del PRC Zuhir al-Qaisi (Zuhair al-Qaissi), así como a Mahmoud Hanani. En julio de 2013, el gobierno de Hamás tomó medidas enérgicas contra las actividades del grupo en Gaza, arrestando a varios miembros de la organización.
En octubre de 2023, durante la guerra Israel-Hamás, Israel afirmó haber matado al jefe del brazo armado de la PRC, Rafat Abu Hilal, en un ataque aéreo en Rafah. Su fundador Abu Samhadana afirmó que los principios mínimos necesarios para cualquier palestino son: 

"El regreso a las fronteras de 1967, tener a Jerusalén como capital de un futuro estado palestino, y el derecho al retorno de los refugiados palestinos".

## Actividad armada

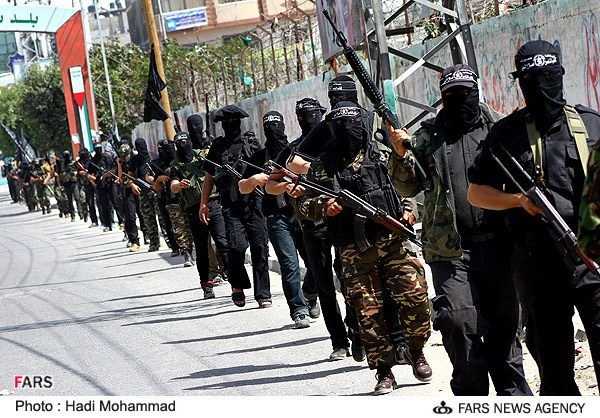
Movilización de las Brigadas Al-Nasser Salah Al-Din, el ala militar de los Comités de Resistencia Popular en la ciudad de Gaza.

- 20 de noviembre del 2000: atentado con bomba contra un autobús escolar que pasaba cerca de Kfar Darom, matando a dos asistentes adultos y diez menores gravemente heridos.[34][35][36]
- 8 de octubre del 2000: ataque a tiros contra un autobús que transportaba a trabajadores del aeropuerto cerca de la terminal de Rafah, hiriendo a 8 civiles, y un ataque similar contra un automóvil en la carretera de Kerem Shalom a la terminal de Rafah, matando a la mujer conductora.[37]
- 28 de abril de 2001: Ataque con morteros contra el asentamiento israelí agrícola de Netzer Hazani, en la Franja de Gaza (hiriendo a cinco, uno de gravedad), y ataques similares contra Kfar Darom el 29 de abril y contra Atzmona el 7 de mayo del mismo año.[38][39]
- 14 de febrero de 2002: Mueren tres soldados israelíes utilizando grandes cargas explosivas diseñadas para tanques, y asesinatos similares de tres soldados más el 14 de marzo y uno más el 5 de septiembre de ese mismo año.
- 2 de mayo de 2004, Es asesinada Tali Hatuel, (quien se encontraba embarazada), junto a sus cuatro hijas de entre 2 y 11 años, en la carretera de Kissufim. El PRC y la Jihad Islámica se atribuyeron conjuntamente la responsabilidad y afirmaron también que el ataque fue una represalia por los asesinatos anteriores del jeque Ahmed Yasín y Ábdel Aziz ar-Rantisi por parte de las Fuerzas de Defensa de Israel (FDI).[40]
- 13 de enero de 2005 de seis colonos israelíes en el Pasaje Karni cerca de Gaza, llevado a cabo junto con Hamás y las Brigadas de los Mártires de al-Aqsa.[41][42]
- 4 de febrero de 2008: La Fuerza Aérea Israelí asesinó al máximo líder militar del PRC, Amer Qarmut (Abu Said) en respuesta a un atentado suicida conjunto con bombas perpetrado por las Brigadas de los Mártires de Al-Aqsa y el Frente Popular para la Liberación de Palestina en Dimona, que mató a un israelí.[43]
- 6 de marzo de 2008; el PRC detonó una carga al borde de la carretera cerca del cruce de Kissufim, matando a un oficial israelí e hiriendo a otros tres, uno de ellos de gravedad.[44]

## Conexión con Hezbolá
Según Israel, la relación entre el PRC y Hezbolá es más que una coincidencia. Israel alega que la organización disfruta de financiación y apoyo técnico de Hezbolá desde su fundación, y es una especie de representante de la influencia de Hezbolá en la Franja de Gaza. La organización proyecta exteriormente esta relación a través de su imitación de la bandera de Hezbolá, que también lleva un puño que aprieta un rifle Kalashnikov y una escritura estilizada.
Sin embargo, en los últimos tiempos, desde el inicio de la guerra civil siria, el grupo se ha distanciado de Hezbolá e Irán incluso los ha condenado por su participación iraní en la guerra civil siria en la guerra, el grupo lanzó un video en junio de 2016 llamado "One Nation" donde mostraban carteles etiquetados con varias ciudades, incluidas Alepo, Gaza, Jerusalén, Faluya, y Saná cubierta de sangre haciendo referencia a enfrentamientos que involucran a milicias respaldadas por Irán, como la Batalla de Alepo y la Batalla de Faluya (2016), mientras un orador del grupo discutió la solidaridad del grupo con los sunitas afectados por los conflictos en Irak, Siria y Yemen.